# Asura pectinata
Asura pectinata là một loài bướm đêm thuộc phân họ Arctiinae, họ Erebidae.